# شارپسبرگ (مریلند)
شارپسبرگ (به انگلیسی: Sharpsburg) شهری در Maryland کشور United States است که جمعیت آن در سرشماری سال ۲۰۱۰ میلادی، ۷۰۵ نفر بوده‌است.